# Vanessa L. Williams
Vanessa L. Williams (Tarrytown, New York, 1963. március 18. –) amerikai R&B/popénekesnő, színésznő.

## Élete
1983-ban megnyerte a Miss America szépségversenyt, amivel ő lett az első színes bőrű szépségkirálynő. A címről azonban 1984-ben lemondott, mert meztelen fotók jelentek meg róla. 1988-ban tört be a zene világába a The Right Stuff című albumával, amiért 3 Grammy-díj-jelölést kapott. 1992-ben megjelent Save the Best for Last kislemeze hetekig vezette a slágerlistákat, amiért ismét Grammy-díjra jelölték, 1995-ben a Colors of the Wind című dala a Pocahontas című Disney-rajzfilm betétdala lett. Jelenleg a Címlapsztori című amerikai sorozatban Wilhelmina Slater szerepét alakítja.

## Albumai
- The Right Stuff – 1988
- The Comfort Zone – 1991
- The Sweetest Days – 1994
- Star Bright – 1996
- Next – 1997
- Greatest Hits: The First Ten Years – 1998
- The Christmas Collection: The Best Of – 2003
- The Millennuim Collection: The Best Of – 2003
- Love Song – 2004
- Silver & Gold – 2004
- Everlasting Love – 2005
- The Real Thing-2009

## Filmográfia
| Év   | Magyar cím                      | Eredeti cím                          | Szerep                   | Megjegyzés |
| ---- | ------------------------------- | ------------------------------------ | ------------------------ | ---------- |
| 2011 | Született feleségek             | Desperate housewives                 | Renee Perry              |            |
| 2010 | Született feleségek             | Desperate housewives                 | Renee Perry              |            |
| 2004 | Defektes derbi                  | Johnson Family Vacation              | Dorothy Johnson          |            |
| 2002 | Boomtown                        | Boomtown                             | Katherine Pierce nyomozó |            |
| 2000 | A díva karácsonyi éneke         | A Diva's Christmas Carol             | Ebony Scrooge            | TV-film    |
| 2000 | Shaft                           | Shaft                                | Carmen Vasquez nyomozó   |            |
| 2000 | Don Quijote                     | Don Quixote                          | Dulcinea/Aldonza         | TV-film    |
| 2000 | A szeretet ereje                | The Courage to Love                  | Henriette Delille        | TV-film    |
| 1999 | Elmo nagy kalandja              | The Adventures of Elmo in Grouchland | Trash királynője         |            |
| 1998 | Mindenem a tánc                 | Dance with Me                        | Ruby Sinclair            |            |
| 1998 | Sportháború                     | Futuresport                          | Alex                     |            |
| 1997 | Gengszter                       | Hoodlum                              | Francine Hughes          |            |
| 1997 | A mama főztje                   | Soul Food                            | Teri                     |            |
| 1996 | Végképp eltörölni               | Eraser                               | Dr. Lee Cullen           |            |
| 1992 | Lányok a Savoyból               | Stompin' at the Savoy                | Pauline                  |            |
| 1991 | Folt a zsákját                  | Another You                          | Gloria                   |            |
| 1991 | Harley Davidson és Marlboro Man | Harley Davidson and the Marlboro Man | Lulu Daniels             |            |
| 1989 | Botrányos szexkazetták          | Full Exposure: The Sex Tapes Scandal | Valentine                | TV film    |
| 1989 | Golyózáporban                   | Under the Gun                        | Samantha Richards        |            |
| 1989 | Vallomások: a gonosz két arca   | Under the Gun                        | Samantha Richards        |            |